# Интернет-магазин Chrome
Интернет-магазин Chrome (англ. Chrome Web Store) — интернет-магазин компании Google, позволяющий пользователям устанавливать и запускать веб-приложения, расширения и темы для браузера Google Chrome и операционной системы Chrome OS. Магазин открылся 6 декабря 2010 года, в сентябре 2011 года стала доступна  локализованная версия для 24 других стран, в том числе и для России.
В основу интернет-магазина входят и сторонние приложения, которые можно запускать и на операционной системе Google Chrome OS и в браузере Google Chrome, также входят и расширения, и темы. Магазин часто сравнивают с родственным проектом Google Play и App Store от корпорации Apple.

## Публикация приложения
Для того, чтобы опубликовать своё приложение, надо внести 5 долларов, а затем загрузить приложение в виде ZIP-архива.

## Критика
Райан Пол из компании Ars Technica прокритиковал так:

Если не брать в расчет игры, то идея магазина приложений в веб-браузере, основной задачей которого является установка обычных закладок на сайты, оставляет весьма противоречивые впечатления— http://arstechnica.com/web/news/2010/12/thoughts-on-the-chrome-store-does-the-web-need-an-app-delivery-channel.ars
В январе 2014 году медиа разоблачила тренд разработчиков расширений продать третьим лицам (компаниям) права на установление в их расширений Chrome неких зловредных программ типа adware. Тогда Google принял меры и удалил из интернет-магазина идентифицированные зловредные программы. Но, по факту, к 2018 году те же проблемы оставались по-прежнему актуальными.